# 官大為
官大為（Wiwi Kuan）（1985年12月4日—），臺北人，台灣鋼琴家，畢業於國立臺灣師範大學附屬高級中學音樂班、國立臺北藝術大學音樂學系碩士班，活躍於個人網站、YouTube、Odysee、 好和弦聯播網 （页面存档备份，存于）等的個人頻道。2014年起，以「NiceChord 好和弦」為題，自創一系列音樂理論的教學影片。

## 生平
官大为在2008年同時考上國立臺北藝術大學與國立臺灣師範大學音樂研究所鋼琴組的雙榜首。2010年，在中華民國國防部示範樂隊服役，使用法國號表演。2013年，接受台視新聞專訪，示範將鋼琴調音到「雙音多頻」的頻率，成功用鋼琴聲撥打電話。2014年，在國立臺灣師範大學附屬高級中學音樂班教授「音樂科技」課程。2015年9月，在電腦資訊書籍《打開大家的Evernote筆記本》的專欄分享Evernote軟體的使用經驗。2018年，與鋼琴家兼YouTuber「檸檬卷」李孟娟再婚。2022 年，獲得第 33 屆傳藝金曲獎的最佳編曲獎。

## 演奏經歷
- 國家音樂廳－《貝多芬第一號降E大調鋼琴三重奏（英语：Piano Trios, Op. 1 (Beethoven)）》演奏[5]
- 《歌劇魅影》音樂劇－在台演出的舞蹈排練伴奏（2006年）[5]
- 台北室內合唱團－原色 The Original（2012年）[8]
- 魏樂富＆葉綠娜雙鋼琴35週年音樂會（2014年）[9]
- 台北室內合唱團－尋愛之旅 聽你‧聽我 慈善音樂會 Listening（2015年）[10]
- 【TSO室內沙龍】雙簧管的綺麗相遇─李珮琪留德返國30週年音樂會（2024年）[11]

## 著作
- WiwiStudio音樂能力測驗（2008年），題目設計[2][12]
- 梅特納《被遺忘的旋律第一集，作品38》之分析與演奏探討（2010年），論文寫作[13]
- Google翻譯歌（2011年），作曲詞[5]
- 跳舞時代（2014年），編曲，原作鄧雨賢[14]
- 兜圈（偶像劇｢必娶女人｣片尾曲）（2015），編曲、Keyboard、弦樂編寫、譜務[15]
- 生日快樂主題與變奏，編曲，官大為與周道揚[16]
- 孤戀花，編曲，原作楊三郎與周添旺[17]
- 淡水暮色，編曲，原作洪一峰與葉俊麟[17]
- 草蜢弄雞公，編曲，原作莊永明[17]
- 《NiceChord 好和弦：Wiwi寫給想做音樂的你，厲害的人都在用！超過80個寫歌、編曲創作原理》，紙本書與電子書，商周出版[18]